# Белая Зима
Белая Зима — упразднённый посёлок в Тулунском районе Иркутской области России. Входил в состав Кирейского муниципального образования. Исключен из учётных данных в 2023 году.

## География
Находится примерно в 110 км к югу от районного центра — города Тулун.

## Название
Национальное название посёлка Хараманты. Название Белая Зима дано по реке Белая Зима (образующей при слиянии с рекой Чёрная Зима реку Зима), на которой располагается посёлок.

## История
Летом 1952 года в рамках Ферганской экспедиции проводилась аэрогеофизическая съёмка в предгорьях Восточных Саян. Результатом съёмок стало обнаружение крупной аэрогаммарадиометрической аномалии в среднем течении реки Белая Зима на территории Тулунского района. Год спустя в район аномалии была снаряжена конная геологическая экспедиция во главе с Н. Ф. Шарминым. В результате проведения работ по заверке аномалии было выяснено, что аномалия имеет рудную природу, связанную с процессом скарнирования карбонатных толщ.
Однако, работы по изучению и разработке месторождения были приостановлены. По мнению исследователя Н. Е. Костина месторождение было перспективным карбонатитовым объектом, и он выступил с предложением возобновить геологические работы на месторождении на Всесоюзонм совещании по редким металлам. Данное мнение было подтверждено исследованием образцов рудопроявления В. В. Щербиной. Совещанием было принято решение о возобновлении разведочных работ на месторождении.
Летом 1957 года совместными силами ВИМСа и Иркутского геоуправления были проведены исследования белозиминского рудопроявления, в результате которых было выяснено, что Белозиминская аэрогаммарадиометрическая аномалия ниобиевое (пирохлоровое) месторождение нового карбонатитового типа.
В 1958 году на Белозиминское месторождение была направлена геолого-разведочная экспедиция с целью проведения разведки объекта. В результате этой и последующих экспедиций были обнаружены крупные запасы редкометалльно-фосфорных руд.
В 1959 году представительной комиссией Госплана было принято решение о начале строительства горно-обогатительного предприятия. Фабрика строилась заключёнными. Однако, в связи с открытием месторождения Пога в Приморском крае активная разработка Белозиминского месторождения была приостановлена.
В 1960 году геолого-структурное и минералого-геохимическое изучение Белозиминского карбонатитового массива завершилось. Наиболее перспективным участком месторождения был признан южный, где была установлена высокая продуктивность руд коры выветривания, в которых содержание апатита и пирохлора было в 2-2,5 раза выше, чем в коренной части месторождения. Был подготовлен проект по строительству ГОКа. Разведка руд апатитов была сочтена недостаточно полной, в связи с чем были продолжены геологические работы.
Темпы развития Белозиминского месторождения повысились в связи с появлением технологии изготовления с помощью легирование стали ниобием труб для газо- и нефтепроводов. Тогда были созданы штольни. Однако, в связи с межведомственными спорами широкое освоение месторождения так и не было начато.
Исследования и работы проводились с перерывами до 1970-х годов.
Горно-обогатительное предприятие было закрыто, жители посёлка лишились рабочих мест. В 2002 году из Белой Зимы были переселены последние жители, получившие средства на приобретение жилья на территории г. Тулуна и Тулунского района.
В январе 2023 года внесен законопроект об упразднении посёлка.
Упразднён Законом Иркутской области от 06.04.2023 № 29-ОЗ «Об упразднении отдельных населенных пунктов Иркутской области и о внесении изменений в отдельные законы Иркутской области»

## Население
| 2002 | 2010 | 2011 | 2012 |
| ---- | ---- | ---- | ---- |
| 0    | →0   | →0   | →0   |